# Långtjärnen (Los socken, Hälsingland, 683559-146220)
Långtjärnen är en sjö i Ljusdals kommun i Hälsingland och ingår i Ljusnans huvudavrinningsområde.